# Huang Shanshan
Huang Shanshan (förenklad kinesiska: 黄珊汕; traditionell kinesiska: 黃珊汕; pinyin: Huáng Shānshàn), född den 18 januari 1986 i Fuzhou, Kina, är en kinesisk gymnast.
Hon tog OS-silver i damernas trampolin i samband med de olympiska gymnastiktävlingarna 2012 i London. Hon tog även OS-brons i samma gren i samband med de olympiska gymnastiktävlingarna 2004 i Peking.